# Dicentria phthimena
Dicentria phthimena är en fjärilsart som beskrevs av Dyar 1919. Dicentria phthimena ingår i släktet Dicentria och familjen tandspinnare. Inga underarter finns listade i Catalogue of Life.